# Erebia delavayi
Erebia delavayi är en fjärilsart som beskrevs av Charles Oberthür 1891. Erebia delavayi ingår i släktet Erebia och familjen praktfjärilar. Inga underarter finns listade i Catalogue of Life.